# Struktura
Struktura (z latinského struere, skládat, sestavovat, budovat, pořádat) označuje způsob složení, vnitřního uspořádání nějakého objektu, zejména pokud vykazuje nějaké pravidelnosti a zákonitosti. Je to souhrn vztahů mezi prvky nějakého seskupení. Mnohdy se chápe také jako účelné uspořádání prvků, částí nebo složek nějakého celku podle jednotícího principu či plánu.
Studium struktur obrací pozornost k detailnímu zkoumání pozorovatelných vztahů, poměrů a souvislostí mezi složkami složitě uspořádaných systémů. Zdůrazňuje uspořádání celku, které teprve dává smysl funkcím jeho částí. Nechává naopak stranou otázky celkové povahy a vývoje těchto systémů.

## Jazyk jako struktura
Pojem struktury zavedl počátkem 20. století do vědy švýcarský lingvista Ferdinand de Saussure, zakladatel strukturální lingvistiky. Saussure především rozhodně odmítl běžný způsob studia jazyka, který se jej snažil rozložit na jednoduché prvky a ty pak odděleně zkoumat – podobně jako to dělají přírodní vědy. Jazyk je podle něho naopak velmi složitě uspořádaný systém čili struktura, kde hlavní roli hrají vztahy a rozdíly mezi jeho prvky. Tak si z nesmírného množství možných zvuků každý jazyk vybírá velmi omezenou množinu fonémů, které v tomto jazyce ponesou význam. Například spojitou škálu „samohlásek“ aeiouy rozdělí na šest diskrétních fonémů, kde pak záleží jen na tom, aby se nepletly a nezaměňovaly. Zvukové rozdíly, které si daný jazyk nevybral, nejsou pro význam relevantní: tak např. japonština nerozlišuje mezi hláskami „r“ a „l“ a Japonci tento rozdíl často ani „neslyší“, tj. nepřikládají mu význam. V češtině „neslyšíme“, tj. ignorujeme fakt, že např. slovo „holub“ vyslovujeme jako „holup“, kdežto slovo „holupa“ nedává smysl.
Obecně pro jazykové systémy platí, že význam nese postavení jednotlivých znaků v tomto celku a vzájemné rozdíly mezi znaky. Jazyk je tak soustava diskrétních znaků a vztahů mezi nimi, řízená pravidly na několika úrovních (fonetické, lexikální, gramatické, stylové atd.). Úkolem jazykovědy je potom zkoumat jejich struktury. Saussure také rozlišil mezi jazykem (franc. langue) jako strukturou a řečí či promluvou (parole) jako jejich aktuálním použitím. Americký lingvista Noam Chomsky používá v podobném významu pojmy kompetence a promluva: na člověku není vidět, zda umí anglicky (kompetence), dokud nepromluví. Na druhé straně se ovšem jazyková kompetence získává právě slyšením a mluvením.

## Strukturalismus
V průběhu 20. století se pak ukázalo, že oba tyto důležité objevy mají veliký význam nejen ve studiu jazyka, ale také struktur lidských společností (např. příbuzenských struktur, Claude Lévi-Strauss), politických, právních a hospodářských systémů, v hlubinné psychologii (Jacques Lacan), v literární vědě a v celé řadě dalších věd, včetně přírodních. Široké myšlenkové hnutí, které tyto myšlenky aplikovalo ve filosofii i v různých oborech vědění, se nazývá strukturalismus. Významnou úlohu ve vývoji strukturalismu sehrál v předválečných letech Pražský lingvistický kroužek.